# Lasiocephalus
Lasiocephalus es un género de plantas herbáceas perteneciente a la familia de las asteráceas. Comprende 27 especies descritas y de estas, solo 18 aceptadas.

## Taxonomía
El género fue descrito por Willd. ex Schltdl. y publicado en Der Gesellschaft Naturforschender Freunde zu Berlin Magazin für die neuesten Entdeckungen in der Gesammten Naturkunde 8: 308. 1818.

## Especies aceptadas
A continuación se brinda un listado de las especies del género Lasiocephalus aceptadas hasta julio de 2012, ordenadas alfabéticamente. Para cada una se indica el nombre binomial seguido del autor, abreviado según las convenciones y usos.
- Lasiocephalus campanulatus (Sch.Bip. ex Klatt) Cuatrec.
- Lasiocephalus cuencanus (Hieron.) Cuatrec.
- Lasiocephalus doryphyllus (Cuatrec.) Cuatrec.
- Lasiocephalus gargantanus (Cuatrec.) Cuatrec.
- Lasiocephalus heterophyllus (Turcz.) Cuatrec.
- Lasiocephalus hypoleucus (Turcz.) C.Jeffrey
- Lasiocephalus involucratus (Kunth) Cuatrec.
- Lasiocephalus ledifolius (Kunth) C.Jeffrey
- Lasiocephalus lingulatus Schltdl.
- Lasiocephalus loeseneri (Hieron.) Cuatrec.
- Lasiocephalus longipenicillatus (Sch.Bip. ex Sandwith) Cuatrec.
- Lasiocephalus otophorus (Wedd.) Cuatrec.
- Lasiocephalus ovatus Schltdl.
- Lasiocephalus patens (Kunth) Cuatrec.
- Lasiocephalus pichinchensis Cuatrec.
- Lasiocephalus puracensis (Cuatrec.) Cuatrec.
- Lasiocephalus sodiroi (Hieron.) Cuatrec.
- Lasiocephalus yacuanquensis (Cuatrec.) Cuatrec.